# Mannen som kunde tala om hästar
Mannen som kunde tala om hästar, sista boken av Lasse Lindroth. Den utgavs postumt och när han dog var sista kapitlet ännu inte skrivet. Det återges istället av hans fru Emma Lindroth.